# 業 (ジャイナ教)
カルマ(サンスクリット: कर्म karma、業)はジャイナ教において心理的ジャイナ宇宙論を支配する基本的な原理である。ジャイナ宇宙論では、人間の道徳的行動によって霊魂(ジーヴァ jīva)の転生の基盤が形成される。霊魂は再生のサイクルに縛られ、最終的に解脱 (mokṣa, モークシャ)を得るまで輪廻( saṃsāra, サンサーラ)に捉えられている。解脱は霊魂を浄化することでなされる。
ジャイナ哲学において、カルマは転生の原因を含意するのみならず、非常に微細な物質であって霊魂に浸透して霊魂の本来の透明で純粋な性質を曇らせるとも考えられている。カルマは一種の汚染であって、霊魂を様々な色(レーシュヤー leśyā)で汚染するとされる。カルマに基づいて、霊魂は(天国、地獄、人間、動物といった)様々な存在の状態の中で転生と生まれ変わりを繰り返すという。
ジャイナ教ではカルマの存在の根拠として格差・苦痛に言及する。ジャイナ経典では霊魂の能力に対する影響に基づいてカルマを様々な種類に分類している。ジャイナ教の理論はカルマの流入(アースラヴァ āsrava)と束縛(バンダ bandha)を分類して、行い自体と行いの背後にある意図とを等しく重要視してカルマの過程を説明しようとするものである。ジャイナ教のカルマの理論は個人の行為に非常に大きな役割を持たせ、神の恩寵や因果応報といったいくつかの存在が想像されたものに対する信頼を打ち消す。ジャイナ教の教義でも、人が禁欲や行いの純化を行うことで自分のカルマを修正し、それから解放されることは可能だとされる。
何人かの学者はカルマの教義の起源をインド・アーリア人の移住以前にまで遡るものと考えている。カルマは沙門哲学と、後に沙門哲学とバラモン教が同化した過程における発展の結果として現在のような形になったと彼らはみなしている。ジャイナ教におけるカルマの概念は(ヴェーダーンタ学派、仏教、サーンキヤ学派のような)ライヴァルとなるインド哲学からの批判の主題となってきた。

## 哲学的概観
ジャイナ教では、全ての霊魂は本来固有の理想的な状態においては純粋なものであり、無限の知識、無限の認識、無限の幸福、無限の活力といった性質を持っているとされる。しかし、現在経験される状態にあっては、こうした性質は霊魂がカルマと結びついているために汚れて閉塞しているという。霊魂は始まりがなく無限に続く時間を通じてこのようにしてカルマと結びついてきた。こういった霊魂の束縛はジャイナ経典で金の鉱石との類比で説明されている。金の鉱石は通常の状態では、不純物と混合した未精製な状態で発見される。同様に、理想的には純粋な状態である霊魂は実際にはカルマという不純物に覆われている。この金との類比はさらに掘り下げられる、というのは、霊魂の純化は適切な精製方法が適用されれば達成されるというように説明されるのである。何百年もの時間をかけてジャイナ僧によって、霊魂の本性、カルマの働きの諸相、解脱に至る方法・手段を説明する膨大で洗練された文書が集積されてきた。

### 物質の理論
ジャイナ教ではカルマの「汚れ」について語られる。つまり、カルマは世界全体に充満している目に見えないほど微細・微視的な粒子と考えられていることは明白である。カルマは小さいため、一つの場所、点、可能な限り最も小さい空間の範囲、に無限にカルマの粒子(つまり無限量のカルマの汚れ)が入りうる。こういったカルマの微粒子こそが霊魂に付着し、その霊魂の本来の能力に悪影響を与えるのである。この物質的なカルマは「ドラヴィア・カルマ」と呼ばれ、結果として生じて霊魂が経験する感情―喜び、苦しみ、悲しみ、憎しみなど―は「バーヴァ・カルマ」、精神的なカルマと呼ばれる。物質的なカルマと精神的なカルマの関係は原因と結果の関係である。物質的なカルマによってこの世界に存在する霊魂に気持ちや感情が生まれ、次にその感情によって精神的なカルマが生まれ、精神的カルマによって霊魂において感情が変わるのである。こうした感情はさらに、新しく物質的なカルマの流入・束縛を招く。カルマの物質は事実上意識にこの世界の物質的な環境下で活動させる作因だとジャイナ教では考えられているカルマは、霊魂のこの世界を物質的に経験したいという欲望の媒体なのである。霊魂にひきつけられると、カルマは「カールマナ・シャリーラ」(kārmaṇa śarīra)と呼ばれる相互作用的なカルマの場に保持される。カールマナ・シャリーラは霊魂から発出したものである。このようなわけで、カルマは霊魂の意識を取り巻く微細な物質なのである。こうした二つの構成要素―意識と膿んだカルマ―が相互に作用を及ぼすと、霊魂は現行の物質的な世界で知られているような生活を経験する。

### 自己調節機構
インド学者のロバート・J・ザイデンボスによれば、カルマは自然法則の体系であり、この中で、道徳的な意味を持つ行動が物理的行動と同様に何らかの結果を引き起こす。リンゴを持っている人がそれを放り出すと、リンゴは落下する。そういう判定がなければ、関連して道徳的判定もなくなる、というのはこれは物理的行動の機械的な結果だからである。同様にして、人が嘘をついたり、物を盗んだり、無意味な暴力を働いたり、悦楽的な生活を送ったりすると当然それに応じた結果が生じる。こういった結果―道徳的な褒賞あるいは報い―が何らかの神の裁きの結果だと決めてかかるよりもむしろ、宇宙には生来道徳的秩序が存在し、カルマの法則を通じての自己調節が行われているとジャイナ教では信じられている。ジャイナ教において道徳や倫理が重要なのは、神のためではなく、道徳的・倫理的原理(マハーヴラタ)に従って送られる生活が有益だからである。それによってカルマが減り、最終的には全く無くなり、続いて永遠の幸福が得られる。ジャイナ教のカルマの概念は神から救済の能力を剥奪し、その能力を人間自身に与えるものである。ジャイナ教研究者のJ・L・ジャイニはこう言っている:
他の宗教ではなくジャイナ教こそが人に究極的で宗教的な独立・自由を与える。我々の行う行為とその結果との間に何ものも入ることはできない。一たび何らかの行為が成されると、その行為が私たちの主人となり、必ず結果をもたらす。私の独立性が大きいので、私の責任もそれに伴う。私は自分の好きなように生きるが、自分の発言を取り消すことはできないし、発言の結果から逃れることもできない。神や神の預言者、代理人、愛されが人間の生活に干渉してくることはない。霊魂が、そして霊魂だけが自らの成す全てのことに責任を持つのである。

### カルマの支配

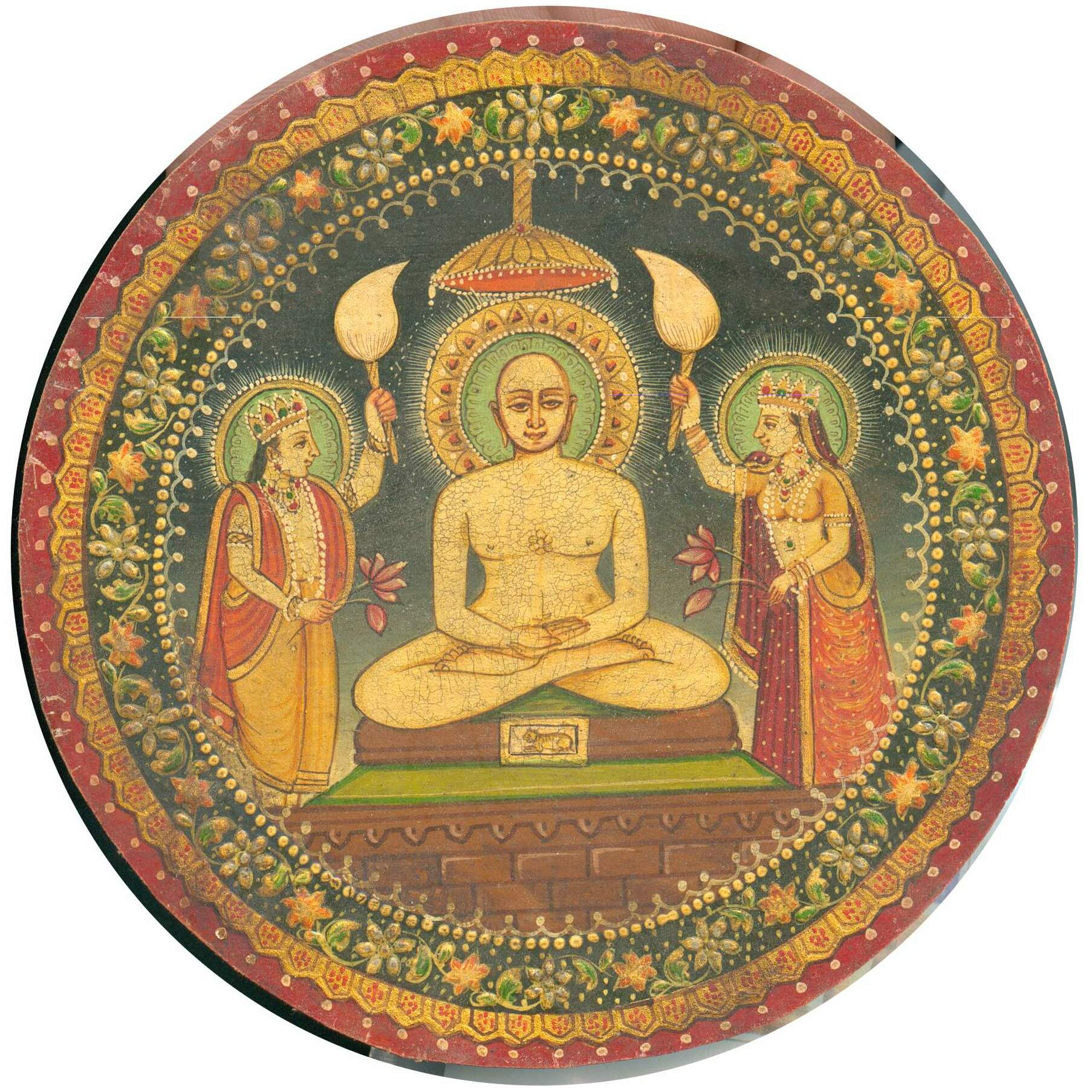
24人目のティールタンカラであるマハーヴィーラは心の平静によって自らのカルマを排出して解脱した

ジャイナ教では、カルマの結果は間違いなく確かであり、逃れることはできない。神の恩寵によって人間がカルマの結果を受けずに済むということはない。苦行や自制の実践だけがカルマの結果を調整・緩和することができる。それでも、平静にカルマを受け入れる以外に選択の余地はない。2世紀のジャイナ経典『バガヴァティー・アーラーダナー』(Bhagavatī Ārādhanā、verse no. 1616)でジャイナ教の教義におけるカルマの支配が要約されている: 「世界にカルマよりも強い者はいない。カルマはゾウがハスを踏みつけにするようにあらゆる勢力を踏みつける。」 こういったカルマの支配はジャイナ教の僧侶たちが初期からしばしばその著作の中で探究してきた主題である。ポール・ドゥンダスは、僧侶たちがしばしば教訓的な話によって道徳的に正しくない生活形態にたいするカルマの完全な含蓄や極端に激しい感情の関係を示したと述べている。しかし、そういった物語はしばしば、主人公が信心深い行動によってカルマの結果を変え、徐々に解脱へ近づいていくというように結末が優しいものにされたとも彼は述べている。
ジャイナ教版のラーマーヤナやマハーバーラタの中では、ラーマ(Rāma)やクリシュナ(Kṛṣṇa)といった伝説的な人物の功績の伝記
もカルマを重要なテーマの一つとして扱っている。主な事件、登場人物、状況がその人物の人生で次に起こることを決定する特に激しい行動を例示しつつその人物の以前の生活に言及することで説明される。。24人目のティールタンカラ(浅瀬を作る者)であるマハーヴィーラもケーヴァラ・ジュニャーナ(悟り)に達する前にどのように以前のカルマの矛先に耐え忍んだのかがジャイナ経典で語られている。マハーヴィーラは出家して12年間厳しい苦行に耐えただけでケーヴァラ・ジュニャーナに達した。アーチャーランガ・スートラ(Ācāranga Sūtra)ではマハーヴィーラがいかに完全に平静を保ってカルマに耐えたかが記されている

彼は棒、拳、槍で打たれ、果物、土くれ、陶片をぶつけられた。彼を何度も打ちのめして大勢の人が罵声を上げた。彼が一たび腰を下ろして動かなくなると、大勢の人たちが彼の体を切りつけ、痛々しく髪を引き裂き、ごみをかけた。彼が宗教的な思索にふけっているときに彼を持ち上げては落とし、あるいは振り回した。尊者は体の世話をすることをやめ、心を謙虚にして痛みに耐え、欲望から解放される。戦闘の先頭で英雄が周囲を囲まれるのと同じように、マハーヴィーラも囲まれている。あらゆる苦難を被っても尊者は心をかき乱されることなくニルヴァーナへの道を突き進む。
—Ācāranga Sūtra 8–356:60

### 転生と生まれ変わり
カルマはジャイナ教の中心的・基礎的な部分となっており、ジャイナ教内の他の哲学的教説、中でも、輪廻、転生、解脱、非暴力(アヒンサー)、無所有などと複雑に関連しあっている。行動には必ず結果が伴うとみなされる。あるものは即座に、あるものは時間がたってから、来世への転生後にすら影響を与えるというのである。このように、カルマの教義は単に一つの生涯の中だけの関係に留まるものではなく、来世と過去世の両方の生涯にも関わるものである。『ウッタラーディヤヤナ・スートラ』(3.3–4)にはこう記されている: 「『ジーヴァ』つまり霊魂はデーヴァローカに生まれることもあればナラカに生まれることもある。アスラの肉体を纏うこともある。こういったことが起こるのは全てカルマで説明される。この『ジーヴァ』はアリのような虫、昆虫として生まれることもある。」 同経典にはさらにこうある(32.7): 「カルマが死と生の根源である。カルマに縛られた霊魂は存在のサイクルをぐるぐると廻り続ける。」
この生涯における行動と感情はカルマの性質に基づいて来世への転生に影響を与える。例えば、善良で高潔な生活は生活の善良で高潔な主題を経験したいという隠れた欲望を示す。そのため、そのような人は彼の来世の誕生によって彼が容易に高潔さとよい雰囲気を経験し、示すことを保証するようなカルマを引き付けているのである。この場合、彼は天国か繁栄した高潔な人間の家庭に生まれることになる。一方、不道徳的な行いにふけったり、冷酷な性格を持っていたりする人間は生活の冷酷な主題を経験したいという隠れた欲望を示している。当然の結果として、彼は、自分が地獄や劣った種類の生活に転生することを保証するような、自分の霊魂に生活の冷酷な主題を経験させるカルマを引き付けているのである。
ジャイナ教では天罰、審判、報奨などといったものに巻き込まれることはなく、生涯の中でとった選択から機械的に知ってか知らずか何らかの結果が起こる。そのため、霊魂が現世で経験する苦痛も快楽も過去世でとった選択の結果として起こる。こういった教義をとっているため、ジャイナ教では純粋な思考と道徳的な振る舞いがこの上なく重要であるとされる。

### 存在の四つの状態

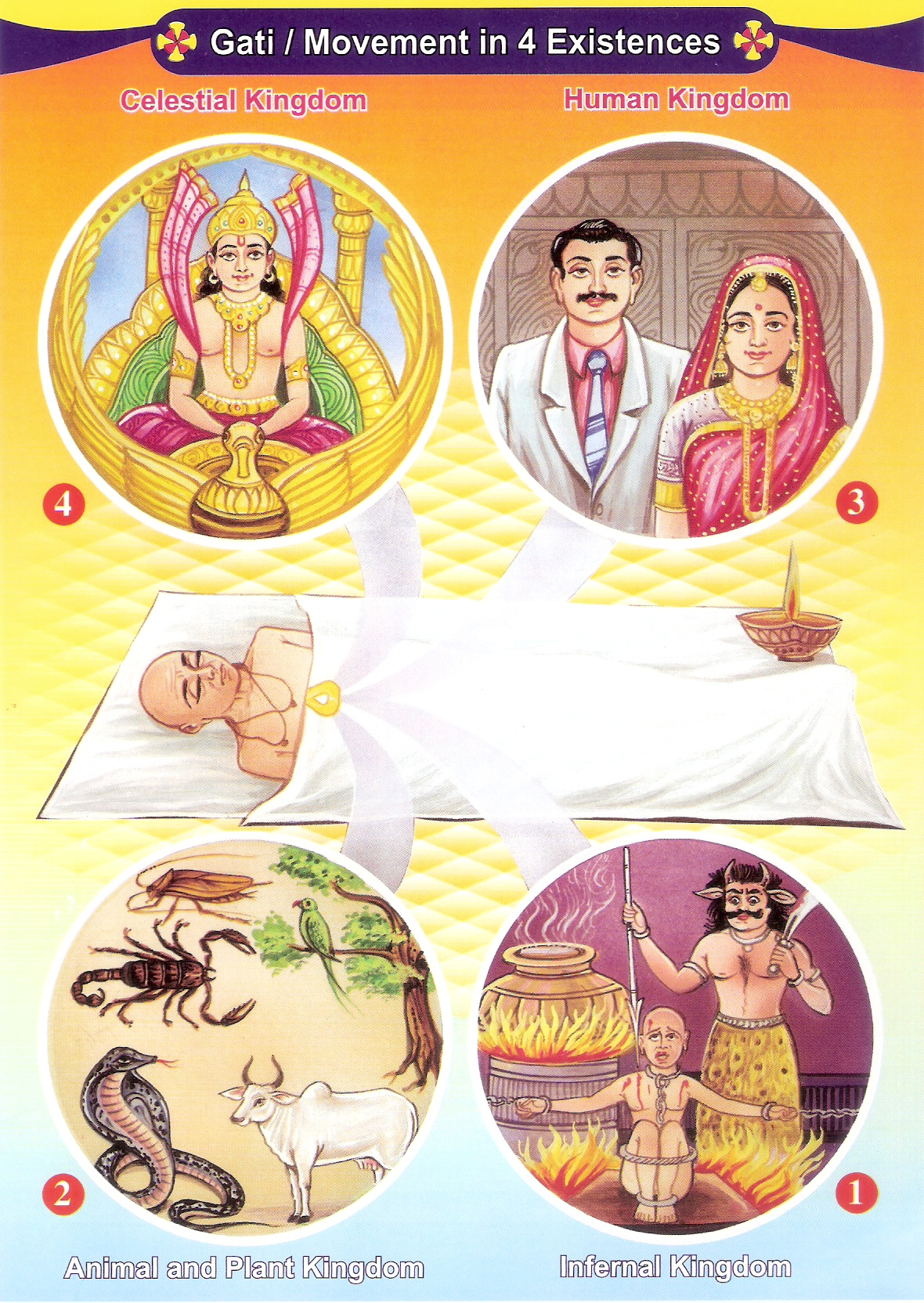
霊魂（ジーヴァ）は自身のカルマに基づいて、死後に四つの存在の状態のうちの一つへ遷移する

ジャイナ経典では四つの「ガティス」の存在が前提されている。ガティスとは存在の状態あるいは誕生する範疇のことであり、その中で霊魂が転生を繰り返す(ガティスは仏教の六道に相当する)。四つのガティスとは: デーヴァ(神々)、「マヌシュヤ」(人間)、「ナーラキ」(地獄に住まう者ども)、「ティリヤンチャ」(動物、植物、微生物)。以上四つのガティスに対してそれぞれ対応する四つの領域つまり居住するレベルが上下方向に段階上になっているジャイナ教の世界に存在する: 半神半人は天国が位置づけられている最も高いレベルを占める。人間、植物、動物は中ほどのレベルに住む。地獄に住まう者どもは低いレベルに住んでいて、そこには七つの地獄が位置づけられている。
しかしなら、「ニゴーダ」と呼ばれる一つしか知覚能力を持たない霊魂と元素である霊魂（ジーヴァ）は世界の全ての階層に充満している。「ニゴーダ」は存在のヒエラルキーの底辺に位置する霊魂である。ニゴーダは見て取ることができないほど微細なため、個別の体すら欠いており、群を成して暮らしている。ジャイナ教の聖句によれば、このニゴーダの無限性は植物の組織、根菜、動物の肉体にも見出されるという。魂は自身に付着したカルマに基づいてこの運命の宇宙論の領域内で輪廻転生する四つの主な運命はさらにサブカテゴリに分けられ、まだそれより小さいサブサブカテゴリに分けることすらできる。全体として、840万種類の誕生の運命のサイクルがあってその中で、「輪廻」の中で、霊魂がサイクルを繰り返すことがジャイナ教の聖句で語られている。
ジャイナ教では、神は個人の運命に対して何の役割も持たない。霊魂の個人的な運命は報奨や懲罰といった体系に基づくものではなく、むしろその霊魂自身のカルマの機械的な結果だ、とみなされる。古代のジャイナ教正典に含まれる文書『バガヴァティー・スートラ』(8.9.9)は個々のカルマの存在の状態と結びついている。暴力的な行い、五感を持つ生物を殺すこと、魚を食べること等々は地獄への転生を招くという。詐欺、欺瞞、ペテンは動物や植物の世界への転生を招く。親切、同情、謙虚といった資質は人間への転生を招く。一方禁欲や戒律の順守は天国への転生を招く。
このため、個々の霊魂（ジーヴァ）は自身の解放と同じだけ自身の窮地に責任がある。蓄積されたカルマは霊魂の満たされない欲望、願望、愛着の総量を示している。これによって霊魂は経験することを望んだ生涯の様々な主題を経験することになる。このため霊魂は数えきれない年月の間ある生命から別の生命へと転生を繰り返し、その間に蓄積したカルマを、そのカルマが要求する結果をもたらす状態に至るまでため込んだままにすることになる。ある哲学では、天国と地獄はしばしば善い行いと悪い行いに応じた恒久的な救済と天罰の場だとみなされる。しかしジャイナ教によれば、大地も含んでそういう場所は霊魂が満たされないカルマを経験するための場所にすぎない。

### レーシュヤー - 霊魂の色付け

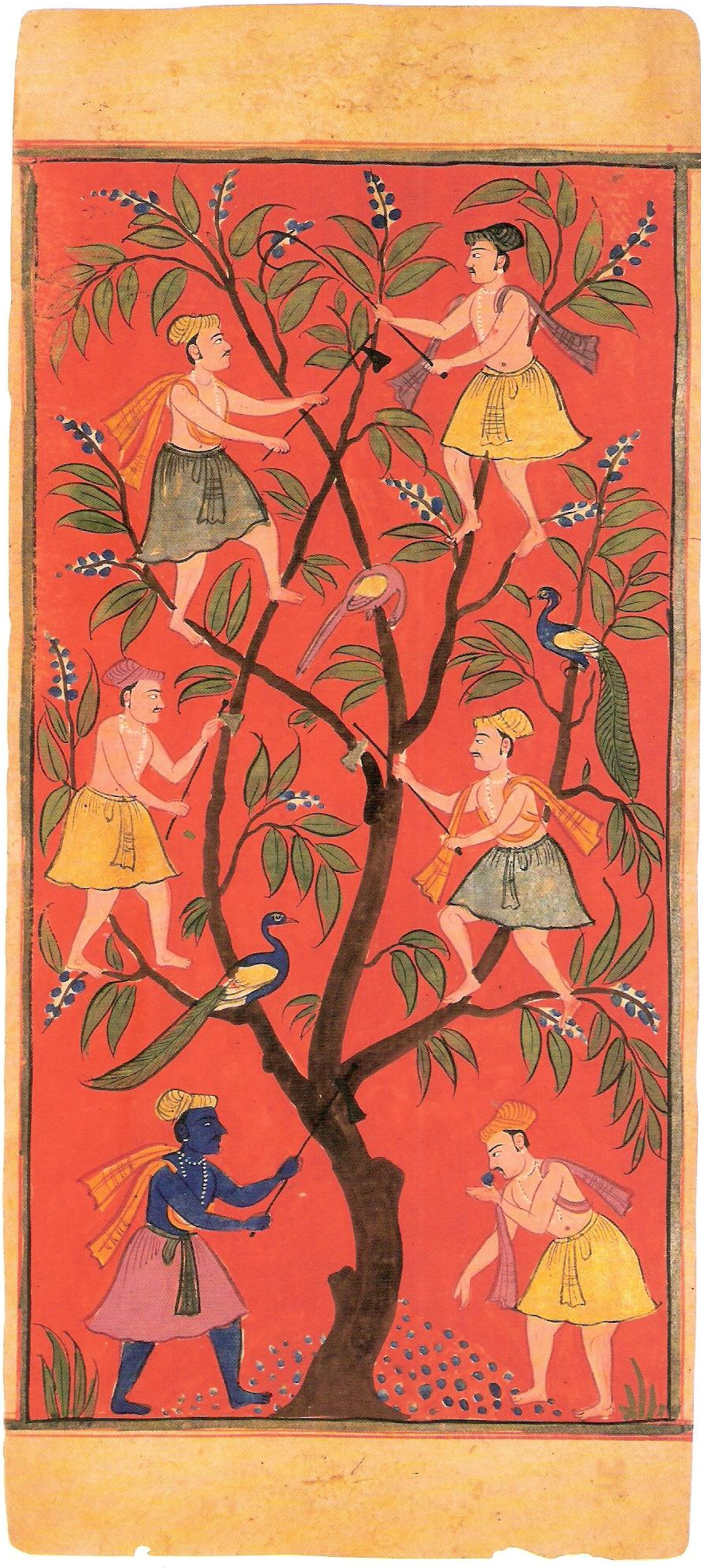
六人の旅人の寓話に表されたレーシュヤー

ジャイナ教のカルマの理論によれば、カルマの物質は霊魂に、行動の背後にある精神的活動に基づいて色(レーシュヤー、leśyā)を付与する。霊魂への色付けは水晶の類推によって説明される。水晶は自身と結びついた物質の色を自身の色とする。同様に、霊魂も自身に結びついたカルマの物質の味、匂い、感触を反映するが、ただし、「レーシュヤー」について論じる場合は大抵色について言及される。『ウッタラーディヤヤナ・スートラ』(34.3)では、六つの色、黒、青、灰色、黄色、赤、白であらわされるレーシュヤーの六つの主なカテゴリについて語られている。黒、青、灰色は不幸のレーシュヤーであって、不幸な存在への転生へと霊魂を導く。黄色、赤、白は幸運のレーシュヤーであって、幸運な存在への転生へと霊魂を導く。『ウッタラーディヤヤナ・スートラ』では黒色のレシュヤーの人間と白色のレーシュヤーの人間の精神的気質について記述されている:

一次の衝動に突き動かされて五つの罪を犯すものは三つの「グプティ」を持っておらず、六(種類の生物)を傷つけるのをやめず、冷酷な行いを企て、狡猾にして暴力的で、結果の伴わないことを恐れ、悪意に満ちていて自分の知覚を抑え込んでいない―このような人は自分の黒のレーシュヤーを育てているのだ。
— 『ウッタラーディヤヤナ・スートラ』, 34.21:22
自分のみじめさや罪深い行いについて考えるのやめ、法則や真理についてだけ沈思黙考するものは心が落ち着いていて、自制心があり、「サミティ」と「グプティ」を実践しており、まだ情動にあらがっているか情がなくなっているかに関わらず、心静かであり、自分の知覚を抑制している―このような人は自分の白のレーシュヤーを育てているのだ。
— 『ウッタラーディヤヤナ・スートラ』, 34.31:32

ジャイナ教の聖句ではさらに果実の実った木を見た六人の旅人の反応のたとえ話を使ってレーシュヤーの効果について述べられている。その話は、旅人達が実をつけた木を見てその実をとろうと考え始めるというものである。一人目は木全体を地面から引き抜いて果実を食べようと提案する。二人目は木を幹から切り倒そうと提案する。三人目は枝だけを切ろうと提案する。四人目は小枝だけを切って太い枝や木本体は残しておこうと提案する。五人目は果実だけを摘もうと提案する。そして六人目は、ひとりでに落ちた果実だけを取り上げようと提案する。六人の旅人それぞれの考え、言葉、具他的行動は彼らの精神的気質に基づいて異なっており、それぞれ六種のレーシュヤーの例示となっている。一方の極端は黒のレーシュヤーを帯びた人であり、邪悪な気質、考えを持っていて、一つの果物を食べたいというだけで木全体を根こそぎ倒そうとする。もう一方の極端は白のレーシュヤーを帯びた人であり、済んだ気質を持っていて、木を残しておくために落ちた果物を拾おうと考える。

### 行為と意図の役割
意図の役割は、カルマの理論が生まれてから今日まで、カルマの理論の中で最も重要で決定的なもののひとつである。ジャイナ教において、意図は重要ではあるが、本質的に罪あるいは悪い行いの必須条件ではない。邪悪な意図は罪を犯すうえでの一つの様態を成すに過ぎない。故意にしろ「過失」にしろ何らかのなされた行為はカルマの反響を受ける。仏教のような哲学では、人が暴力の罪を犯したといえるのはその人が暴力を行おうと意図した場合に限られる。一方、ジャイナ教によれば、人が暴力を働こうと意図しようとしまいと、その人の行いから暴力的な結果が生まれたなら、その人は暴力の罪を犯しているのである。
修行者が知らず知らずに信者仲間に毒の食糧を振る舞ってしまうという例を用いて、ジョン・コラーがジャイナ教における意図の役割を説明している。ジャイナ教の考え方に従えば、その毒の食糧を食べたために信者仲間たちが死んでしまったらその食料を振る舞った修行僧は暴力行為の罪を犯していることになる。しかし仏教の考え方に従えば彼は有罪ではない。二つの考え方の決定的な違いはこうである。つまり、仏教の考え方では、彼はその食料が毒だと知らなかったのだから彼の行為は意図的なものでないとカテゴライズされ、彼の行為は許される。それに対してジャイナ教の考え方では、彼が無知で不注意だったことによって、彼は自分の行為の結果に関して責任がある。ジャイナ教では、その修行者の無知・不注意こそが暴力をなそうという意図を構成していると主張され、そのため必然的に彼は有罪だということになる。このように、ジャイナ教の分析に従えば、意図が欠如しているから人が犯した罪の結果たるカルマからも放免される、ということはない。
意図はカシャーヤ(kaṣāya)の機能である。カシャーヤとは負の感情や精神的(あるいは熟慮的)活動の負の性質を指す。意図された行為が悪化させる要因として起こることは、霊魂の振動を増加させ、霊魂がより多くのカルマを取り込んでしまうという結果をもたらす。このことは『タットヴァールタスートラ』(6.7)で説明されている: 「意図的行為は強いカルマの呪縛を生み出し、意図的でない行為はより弱く短期間しか持続しないカルマの呪縛を生み出す。」 同様に、肉体的行為もカルマが霊魂を束縛するための必要条件ではない。意図が存在することは十分条件ではある。このことはクンダクンダ(1世紀)が『サマヤサーラ』(262-263)で説明している: 「殺そう、盗もう、不貞でいよう、資産をため込もうといった意図は、こういった罪が実際に行われようが行われなかろうが、邪悪なカルマの束縛を招く。」 そのためジャイナ教では、カルマの束縛という点で、意図と具体的行為とを同じだけ強調している。

## 起源と影響
カルマの教説は全てのインドの宗教の中枢を成しているが、インドのいつどこでカルマの概念が生じたのかを言うのは難しい。グラーセナップによれば、少なくとも紀元前1000年にはカルマの教説が既に存在していたに違いないという。カルマの起源に関して学者の間ではっきりした合意はとれていないが、カルマの概念はヴェーダやバラモン教とは違う哲学的背景を持っていると信じている者もいる。学者によれば、ジャイナ教のカルマの概念―霊魂を煩わせる物質的なものとしての―はおそらく最初に他と区別された要素であった。カルマおよび転生の概念は、仏教やジャイナ教が属していたシュラマナ運動を通じてバラモン思想の中枢にも入っていった可能性がある。歴史家ゴヴィンド・チャンドラ・パンデの述べるところによれば、ヤージュニャヴァルキヤのような初期のウパニシャッド哲学者たちは、シュラマナ哲学に精通していて、カルマ、サンサーラ、モークシャといった概念をヴェーダ思想と統合しようとしたという。
ジャイナ教・仏教研究者のパドマナブ・ジャイニ博士は次のように述べている: 「人間の状況や経験は実際のところ様々な生涯になした行為の結果であるという考えは全体として全くアーリア人起源ではないかもしれないが、この考えは、様々なシュラマナ運動がそこから起こってきたヒンドゥスターン平野の土着の文化の一環として発展してきた。私たちが見て取れるあらゆる場合に、転生の可能性や過程に関するジャイナ教の思想は明らかにヒンドゥー教と異なる。さらに、それらの思想の社会的分派はより深遠なものであった。」 ジャイナ教正典の最初期の作品の『アーチャーランガ・スートラ』や『スートラクリターンガ』では、細かい専門的な詳細・分類を伴うカルマや転生の教説の一般的な概略が述べられている。カルマやその効果の類別の詳細な成文化は2世紀のウマースヴァーティを待つことになる。 
古代インドにおける様々な宗教や社会的慣習に対するカルマの理論の影響に関して、パドマナブ・ジャイニ博士はこう述べている:
自分自身のカルマの結実のみを取り入れることを強調するのはジャイナ教に限ったことではない。ヒンドゥー教及び仏教の著述家も同じことを強調した文書を作成してきた。しかし、ヒンドゥー教や仏教ではそういった信念と反対の慣習も発展した。「シュラーッダ」(死んだ先祖に供物をささげるヒンドゥー教の儀式)に加えて、ヒンドゥー教の中には人間の運命に対する神の干渉が広範に見出せる。一方(大乗)仏教では恩恵をもたらすボーディサットヴァ、功績の譲渡などといった理論が徐々に提出された。ジャイナ教だけがそういった自分たちのコミュニティーに入ってこようとする理論に対して、それを受け入れるべきだという膨大な社会的圧力がきっとあったにもかかわらず全くもって不寛容であった。
定期的な断食、厳格な禁欲と苦行、「サッレーカナー」という儀式的な死、宇宙の創造者・調律者としての神の否定といったジャイナ教の社会的・宗教的慣習は全てのジャイナ教のカルマの理論と結びつけられる。ジャイニは、転生のカルマの理論に反対することで結果としてジャイナ教徒とヒンドゥー教徒の隣人との社会的分離が生じたと述べている。そのため、ヒンドゥー教の最も重要な儀式の一つである「シュラーッダ」(先祖への供物)はジャイナ教によって否定されるだけでなく迷信だとして強く批判されている。ある著述家も、カルマの概念のジャイナ倫理学、特に非暴力の倫理に対する強い影響について言及している。古代インドにおいて転生の教説を信じることによってあらゆる生命の合一という考えがもたらされ、さらにその結果として倫理的な非暴力の概念が生まれたとその著述家は主張している。一たび霊魂の転生という教説が、自身のカルマに基づく、人間という形態だけでなく動物の形態での地上の転生をも含むようになると、家族関係のような人道的感情があらゆる形態の生命に敷衍されて「アヒンサー」に寄与する、ということは大いにありそうなことである。

## 束縛と解放の過程
ジャイナ教におけるカルマの過程はジャイナ教の七つの実在あるいは基本的な原理(「タットヴァ」)に基づいており、これによって人間の陥る苦境が説明される。七つの「タットヴァ」の中では、流入(アースラヴァ)、束縛(バンダ)、静止(サンヴァラ)、解放(ニルジャラー)、の四つがカルマの過程に関係する。

### 誘引と束縛

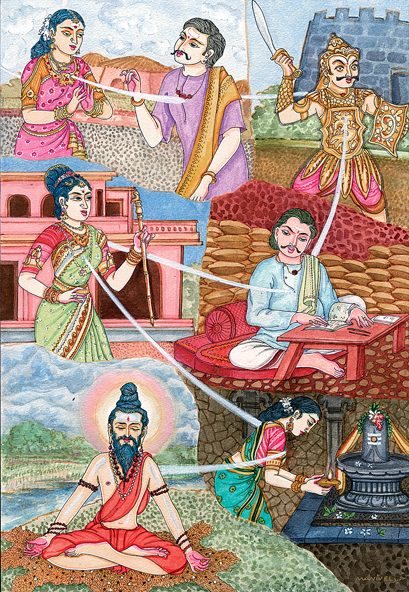
情動や感情に左右される「ヨーガ」によるカルマの流入によって、霊魂が生まれ変わり・転生を繰り返すサイクルが長続きするカルマの流入が起きる。

カルマの束縛は「アースラヴァ」と「バンダ」の二つの過程の結果として起こる。「アースラヴァ」はカルマの流入である。カルマの流入は「ヨーガ」によって微粒子が霊魂に誘引されたときに起こる。「ヨーガ」とは心、言葉、体の活動によって起こる霊魂の振動である。ただし、ヨガ自体は束縛を生み出さない。カルマは自身が意識に結びつけられたときに効果を発揮する。このカルマの意識への結びつき、束縛が「バンダ」と呼ばれる。束縛の様々な原因の中でも、感情・情動が束縛の主要な原因とされる。カルマは、説明の上では、様々な情動あるいは心的性質による霊魂の粘り気のために結びついているとされる。憤怒、傲慢、欺瞞、強欲といった情動は、霊魂に業の微粒子がくっついて「バンダ」が成立する際に接着剤のような働きをするために、ねばねば(カシャーヤ、kaṣāya)と呼ばれる。情動・感情によってもたらされる「ヨーガ」によるカルマの流入は転生のサイクルを通じて続くカルマの流入を起こす。一方、情動や感情に関係ない行動によるカルマの流入は一時的な、長続きしないカルマの効果しか起こさない。このため、古代のジャイナ教の聖句ではこういった負の感情を抑え込むことが述べられている:

彼が自分にとって良い物を望むなら、彼は悪を増大させる四つの過ち―憤怒、傲慢、欺瞞、強欲―を捨て去るべきである。憤怒と傲慢は抑制されていない時に、欺瞞と強欲は生じているときに。これら四つの黒い情動は皆、再生の根源に給水する。 
—『ダシャヴァイカーリカ・スートラ』, 8:36–39

### 束縛が起きる原因
ジャイナ教のカルマの理論では、カルマの微粒子は行動に結びついた四つの要因によって霊魂に誘引され、束縛されると定義されている。その四つの要因とは、手段、過程、様相、動機づけ、である。
- 行動の「手段」とは行動の道具が、肉体的な行動の場合の身体であるか、言語行為の場合の言葉であるか、思考的熟考の場合の心であるか、ということを指す。
- 行動の「過程」とは行動が起こる時系列、つまり、行動をすることを決定し、行動を容易にするために計画し、行動に必要な準備をし、そして最終的に行動自体を実行する、ということを指す。
- 行動の「様相」とは人が行動に与る様々な様態を指す。例えば、行動自体をする人であること、誰かが行動を行うのを扇動する人であること、行動の許可・認可・承認を与える人であること、などである。
- 行動の「動機づけ」とは行動に駆り立てる内的情動あるいは負の感情を指し、憤怒、強欲、傲慢、欺瞞などが含まれる。

あらゆる行動は以上の四つの要因の存在を内包している。四つの要因を構成する要素が異なる順序で算定されると、ジャイナ教の教師たちはカルマの物質が霊魂に誘引される108種類の方法について述べた。暴力に対して遠巻きにして暗黙の同意・承認を与えることすら霊魂にカルマの結果をもたらす。そのため、聖典では行動する上で注意深くあること、世界に対して常に気配りを忘れないこと、カルマの負担を避けるための手段として思考を清く保つことといった助言がされている。
『タットヴァールタスートラ』によると、「バンダ」つまりカルマの呪縛の原因―精神的発展の順序の中で霊魂によって除去されることが要求される―は:
- 「ミティヤートヴァ」(Mithyātva、非合理性と混乱した世界観) – 混乱した世界観とは、一面的な考え方、ひねくれた観点、非合理的な懐疑主義、無意味な一般化、無知による、世界が本当はどのように機能しているかに対する無理解を指す[67]。
- 「アヴィラティ」(Avirati、何にも抑制されない、無戒の生活) – 束縛の二つ目の原因「アヴィラティ」とは自分自身や他者を傷つける邪悪な行動を自発的に控える能力の欠如である[68]。「アヴィラティ」の状態に対して打ち勝てるのは在俗信者の五小誓戒を順守した場合だけである。
- 「プラマーダ」(Pramāda、不注意と行動の締まりなさ) – この三つ目の束縛の原因は、放心、美点や精神的な成長に対して熱中しないこと、自身や他者に対する気遣いの欠けた不適切な心、体、言葉の行動、より成る[69]。
- 「カシャーヤ」(Kaṣāya、情動あるいは負の感情) –  憤怒、傲慢、欺瞞、強欲の四つの情動は霊魂にカルマが付着する第一の原因である。これらは霊魂を混乱した行動や終わりなき輪廻のサイクルに導く惑乱の闇の中に留める[70]。
- 「ヨーガ」(Yoga、心、言葉、体の活動) – 心、体、言葉という三種類の活動は、情動の影響でなされた場合にカルマを引き付け、束縛させる。

各原因は次の原因の存在を前提としているが、次の原因は前の原因の存在を必ずしも前提としない。霊魂は以上の束縛の原因を一つずつ除去していくことができる場合にのみ「グナスターナー」(guṇasthāna)と呼ばれる精神的階梯を進むことができる。

### 影響を受けること

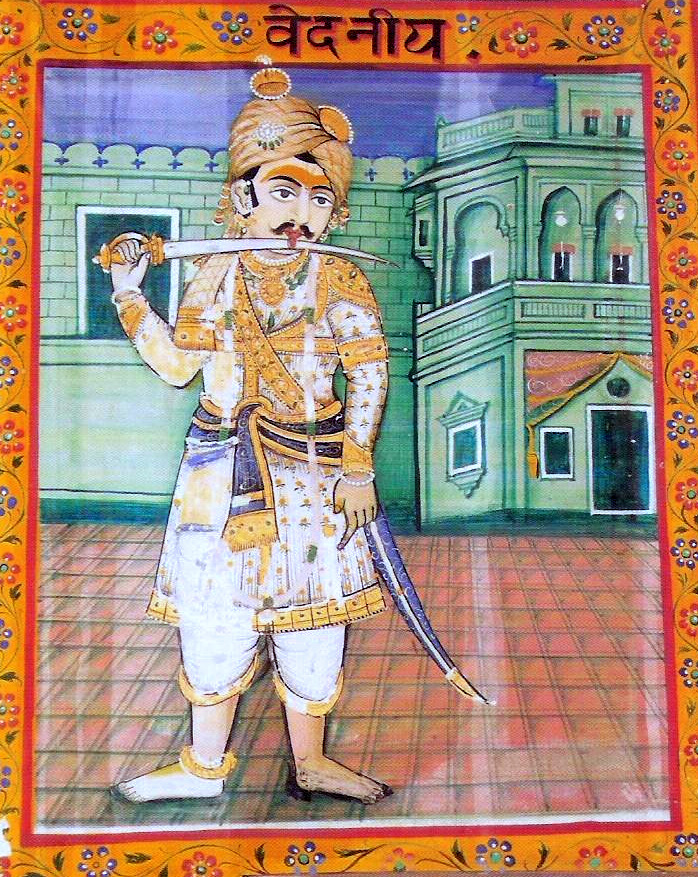
ヴェーダニーヤ・カルマ。苦痛と快楽は剣に塗られた蜂蜜をなめるために生じる。

カルマの影響を受けることの本質は以下の四つの要因に基づく:
- 「プラクリティ」(本質あるいはカルマの種類) – ジャイナ教の聖句によれば、主に八種類のカルマが存在して、「傷つけるもの」と「傷つけないもの」に分類される。つまり、「傷つけるもの」と「傷つけないもの」がそれぞれ四種類に分かれるのである。傷つけるカルマ(ガーティヤー・カルマ、ghātiyā karma)は知覚、知識、エネルギーを妨げ、混乱をもたらすことで直接的に霊魂の力に影響する。こういった傷つけるカルマは: 「ダルシャナーヴァラナ」(darśanāvaraṇa、知覚を曇らせるカルマ)、「ジュニャーナヴァーラナ」(jñānavāraṇa、知識を曇らせるカルマ)、「アンタラーヤ」(antarāya、障害物を生み出すカルマ)、「モーハニーヤ」(mohanīya、混乱させるカルマ)、である。傷つけないカテゴリ(アガーティヤー・カルマ、aghātiyā karma)は霊魂の物質的・精神的な状況、寿命、精神的能力、喜ばしい知覚や喜ばしくない知覚を経験することを変える能力がある。こういった傷つけないカルマは: それぞれ、「ナーマ」(nāma、肉体を決定するカルマ)、「アーユ」(āyu、寿命を決定するカルマ)、「ゴートラ」(gotra、状態を決定するカルマ)、「ヴェーダニーヤ」(vedanīya、経験を決定するカルマ)、である[72][73]。このように異なるタイプのカルマはそれぞれの性質に基づいて霊魂に異なったやり方で影響する。
- 「スティティ」(カルマの付着の持続期間) – カルマの付着はカルマが活性化して離れていくまで潜伏して意識にくっついたままである。潜伏したカルマは霊魂に直接的には影響を及ぼさないが、それが存在することで霊魂の精神的成長が阻まれる。ジャイナ教の聖句では、そのようなカルマが成熟するまで付着している最低・最高持続期間が述べられている[74]。
- 「アヌバヴァ」(カルマの強度) – カルマの経験の度合い、つまり、薄いか濃いかは、「アヌバヴァ」の質つまり束縛の質に基づいている。これによってカルマの強さやカルマの霊魂に対する影響が決まる。アヌバヴァはカルマと結びつく際の情動の強度によって決まる。カルマと結びつく際により濃い感情―憤怒、強欲等々―があると成熟までにより長い時間がかかる[74]。
- 「プラデシャ」(カルマの質) – カルマの物質の質は経験される際に受け取られ、活性化される[72]。

感情と行動の両方がカルマの束縛において役割を持っている。カルマの束縛の持続期間と強度は感情つまりカシャーヤによって決まり、束縛するカルマの種類や質は「ヨガ」つまり行動に基づいている。

### 成熟

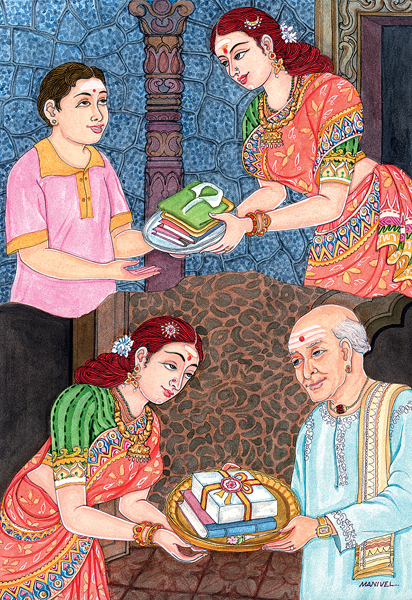
道徳的な行為とそれに対する反応としてのカルマ。善の種をまくと善を収穫することができる。

カルマの影響は免れえない。影響が現れるまでには時間がかかるが、カルマが結果を生じないことは決してない。これを説明するためにジャイナ僧のラトナプラバチャリャはこう言っている: 「悪徳の栄えと美徳の不幸はそれぞれ前世の善い行いと悪い行いの結果なのである。悪行と善行はそれぞれの来世に影響を及ぼす。このように、因果律はこの世界で敗れることはない 。」 
潜伏したカルマはそのカルマを支持する条件が現れた時に活性化し、結実する。引きつけられたカルマの大部分は小さくすぐに終わってしまうような結果を結ぶ、というのは一般に人間の活動の大部分は薄い負の感情によって起こっているからである。しかし、濃い負の感情に影響された行動は、それに相当する強さのカルマの付着を招く。そのようなカルマはすぐには結実しない。それは支持する条件―適切なとき、場所、状況―が現れるまで不活化された状態で待ってから湧き起こってきて 結果を産生する。支持する条件が満たされない場合、それぞれのカルマは霊魂を束縛されていられる最大限の時間になってから効果を表す。こういった潜伏するカルマの活性化を支持する条件はカルマの性質、カルマと結びつく際の感情の関与、人と時間・場所・状況の実際の関係によって決まる。カルマの間で先行する法則があり、これによってある種のカルマの結実は先延ばしされるが、最終的に除外されるようなことはない。

### 変更
ジャイナ教ではカルマの影響は免れえないと信じられているが、ジャイナ教の聖句には、霊魂はカルマの影響を変更・修正する能力があると説かれている。カルマは以下のような修正を被る:
1. 「ウダヤ」(Udaya、成熟) – 通常の行程におけるカルマの、自身の性質に則った結実[79]。
2. 「ウディーラニャ」(Udīraṇa、成熟前の実行) – この過程によって、もともと決まっていた時間よりも早くカルマが実行されるようになる[80]。
3. 「ウドヴァルタナー」(Udvartanā、増加) – この過程によって、付加的な負の感情・印象によるカルマの持続期間・強度の付加的な増大が起こる[79]。
4. 「アパヴァルタナー」(Apavartanā、減少) – こちらの場合、付加的な負の感情・印象によるカルマの持続期間・強度の付加的な減少が起こる[79]。
5. 「サムクラマニャ」(Saṃkramaṇa、変質) – あるサブタイプのカルマから別のサブタイプのカルマへの変異・変換である。ただし、タイプの異なるカルマへのサムクラマニャは起こらない。例えば、「パパ」(悪いカルマ)から「プニャ」(善いカルマ)へのサムクラマニャは、この両者が同じタイプに属するため可能である[81]。
6. 「ウパシャマナー」(Upaśamanā、陥没状態) – この状態にある間はカルマが実行されない。陥没の持続期間が終わらない限りカルマは実行されない[82]。
7. 「ニダッティ」(Nidhatti、妨害) – この状態では、成熟前の実行と変質が不可能になるがカルマの増加及び現象は可能である[83]。
8. 「ニカーチャナー」(Nikācanā、不変) – いくつかのサブタイプのカルマに対して、変更・修正が効かなくする。カルマの効果は束縛された時点で決まっていたものと変わらない[83]。

以上のようにカルマの理論では、霊魂に自身の行動によってカルマを操作するという大きな力が持たされている。

### 解放
ジャイナ哲学では、霊魂がカルマの呪縛から解放されない限り解脱は不可能であると主張されている。これは「サンヴァラ」、つまり、カルマの流入の停止と、「ニルジャラー」、つまり、意識の努力によって残存するカルマを払い落とすことによって可能になる。「サンヴァラ」つまりカルマの流入の停止は以下を実践することで達成される:
1. 三つの「グプティ」、つまり心、言葉、体の自制[85]
2. 五つの「サミティ」、つまり運動、発話、食事、物を置くこと、辞退することをするときに注意深くすること[86]。
3. 十の「ダルマ」、つまり寛容、謙遜、率直、満足、正直、自制、苦行、放棄、無所有、禁欲といった善行を順守すること[87]。
4. 「アヌプレークシャス」、つまりこの世界の真理について瞑想すること[87]。
5. 「パリシャハジャヤ」、つまり道徳の道を進む人は辛く困難な状況にあっても申し分なく我慢強く平静な態度を保たなければいけないこと[87]。
6. 「チャーリトラ」、つまり揺るぎなく精神的修養を続ける努力[88]。

「ニルジャラー」つまり残存するカルマの除去は「タパス」、つまり苦行と禁欲によって可能になる。「タパス」は外面的にも内面的にもなされる。六種類の外面的なタパスとは、断食、食欲の自制、しかるべき状態の食事のみをとること、美食の断念、一人になれる場所でのみ休み眠ること、快楽の断念である。六種類の内面的なタパスとは、贖罪、畏敬、価値あるものへの奉仕の実行、精神修養、利己的な感情を避けること、瞑想である。

## 合理的根拠
カルマの教説の最も重要な点は死と生、幸福と不幸、不平等、異なった種の生物の存在、といった一見して説明不可能な現象に対して合理的に満足できる説明を与えられることにあるとジャスティス・トゥコルが特筆している。ジャイナ教の最も古い正典の一つ『スートラクリターンガ』ではこう述べられている:

さて東にも西にも北にも南にもたくさんの人が過去世での行いに応じてこの私たちの世界の住人として―あるものはアーリヤ人として、またあるものは非アーリア人として、あるものは貴族の家庭に、またあるものは身分の低い家庭に、あるものは大柄な人間として、またあるものは小柄な人間として、あるものは顔色よく、またあるものは顔色悪く、あるものは美しく、またあるものは醜く―生まれてくる。そしてこの中のあるものは王である

 — 『スートラクリターンガ』、 2.1.13

このようにジャイナ教ではカルマの存在の証明として不平等、苦しみ、痛みに言及する。貧富の格差、運、寿命の違い、不道徳にも拘らず人生を楽しめることといった日常的に観察される現象がカルマの理論によって説明される。ジャイナ教によれば、このような生まれた時からすでに存在する不平等や奇異なことは過去世の行いに帰され、そのためカルマの存在の証拠になるという:

ある者は丈夫な体をもって、別の者は貧弱な体をもっている。ある者は主人で、別の者は奴隷である。同様に高い者と低い者、不具と跛、盲と聾、その他奇異な者がいる。力のある君主の王冠はえてしてすぐ他人の手にわたってしまうものである。驕り高ぶる者たちはすぐに面目を失いたちどころに灰と消える。同じ母親から生まれた双子の間ですら、一方がのろまで他方が利口、一方が裕福で他方が貧困、一方が黒く他方が白いといったことが起こる。いったい何のゆえにこのようなことが起こるのだろうか? 彼らが母の子宮の中にいる間に何らかの行いをしたというのはあり得ない。それでは、なぜこのような奇異なことが存在するのだろうか? そこでこの不均衡は彼らが過去世で違う行いをしたが現世で同時に生まれてきた結果に違いないと考える必要がある。この世界には奇異なことが沢山あるがその背後にはそれらのことを可能にするなにがしかの強い力が働いているということが認められていくだろう。この力が「カルマ」と呼ばれる。ありのままの目でカルマを知覚することはできないが、カルマの活動から間接的にカルマを知ることはできる。

## 科学的解釈
ジャイナ哲学者―僧侶は、近代科学が原子や原子より小さい微粒子の存在を証明する二千年ほど前から、感覚によって捉える事の出来ないほど微細・微視的な微粒子としてのカルマの存在を当然視してきた。しかし、近代科学のような、あるいは別の、発見されるか当然視されるかした元素としての微粒子はカルマの微粒子と同等視することはできない。カルマの微粒子の概念を近代科学・物理学の文脈で説明しようとした著述家もいる。「カルマの微粒子」の概念は未だ証明されていないが、証明のために必要なのは科学が分子や原子の存在を証明できたのは19世紀・20世紀の事に過ぎないことを思い出すことだけだとハーマン・クーンが述べている。こういうことを述べる人々の脳裏からは、こういった「個々の」微粒子すらクォークやレプトンといったさらに微細な構成要素からなるとわずか百年前に主張した人々が忘れ去られているが、この主張は事実である。意識とカルマの物質の相互作用に着目してハーマンがさらに言うことには、心は基本的に物質に影響するという観念が今日科学者集団に受け入れられていることを考えればこれは容易に理解できるという。彼はカルマの物質が科学的に発見されていないということは認めるが、カルマの物質が存在することに反するような科学的事実も発見されていないという意見である。カンティアル・ヴァルディチャンド・マルディアは、著書『ジャイナ教の科学的基礎』で近代的物理学の概念としてカルマを解釈した。そして、微粒子は「カルモン」、つまり、力学的な高いエネルギーを持ち宇宙に充満している微粒子からなると主張している。しかし、大多数の科学者は、カルマや輪廻の理論は検証可能でも反証可能でもないので科学の枠内には入らないと考えている。

## 批判

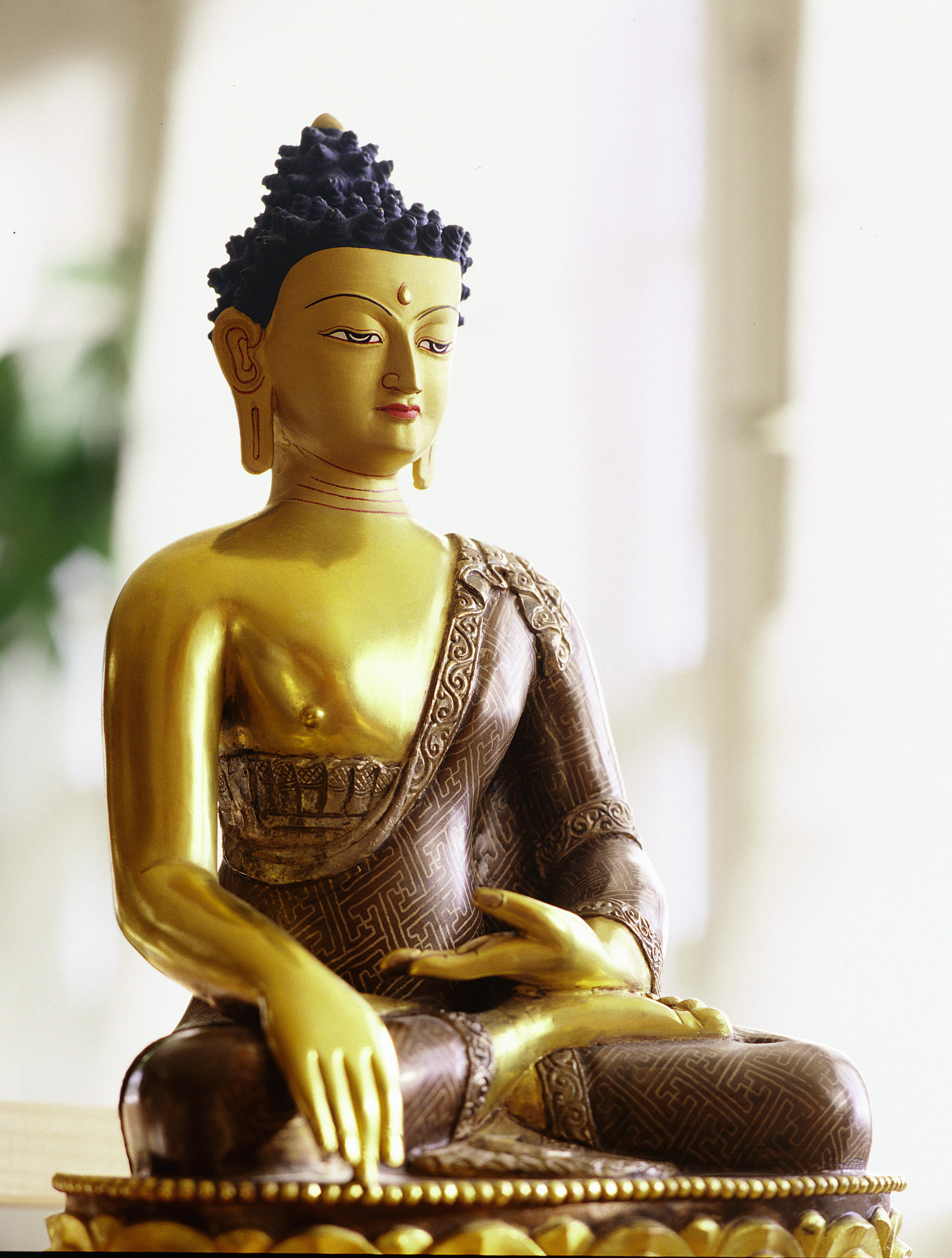
ガウタマ・シッダールタ―ブッダの小像。ブッダはジャイナ教のカルマの理論のいくつかの面を批判したと記録されている

ジャイナ教のカルマの理論は古来よりヒンドゥー教ヴェーダーンタ学派、仏教、サーンキヤ哲学からの挑戦を受けてきた。
特にヴェーダーンタ学派は、カルマの効力と超越性に関するジャイナ教の立場、特に霊魂の辿る運命に対して超越的存在が干渉できないというジャイナ教の主張に関して、「ナースティカ」つまり無神論だというレッテルをはるのにふさわしいと考えた。例えば、『ブラフマ・スートラ』(III, 2, 38, and 41))に対する注釈の中でシャンカラが、本来のカルマの動きそれ自体は相応の結果を未来にもたらすようなものではありえないと主張した。さらに、アドルスタ―働きと結果を結びつける見えない力―のようなそれ自体としては感覚でも知性でも捉えれない性質が相応の、ちょうど等価値の快楽や苦痛を媒介することもあり得ないと彼は主張している。彼によれば、果実は知性を持った主体者、つまり超越的存在(イーシュヴァラ、自在天)の活動を通じて管理されているに違いないという 。
仏教でもカルマは信じられているものの、仏教徒はジャイナ教でカルマや極端な無神論の教説が猛烈に強調されることに関して批判している。古代の仏教の聖典『サンユッタ・ニカーヤ』では首長でもともとマハーヴィーラの弟子であったアシバンダカプッタの物語が語られる。彼はブッダと議論をして、マハーヴィーラ(ニガンタ・ナーラプッタ)によれば人間の運命つまりカルマはその人が習慣的に行っていることによって決まるのだとブッダに言う。ブッダはそれに応えてその考え方は不適切だと考え、習慣的に罪を犯している人といえどもより多くの時間を「罪を犯さずに」過ごし、ある程度の時間だけ実際に「罪を犯し」ているだろうと述べる。
別の仏教の経典『マッジマ・ニカーヤ』では、苦しみを終わらせる手段として、観察・検証が可能な欲望・怒り・無知（貪・瞋・痴）といった邪悪な精神状態を除去することよりもむしろ観察も験証もできない種類のカルマを破壊することをジャイナ教が強調することをブッダが批判している。この『マッジマ・ニカーヤ』の中のウパーリスッタの対話において、ブッダはジャイナ僧と論戦を繰り広げている。そのジャイナ僧は、言葉や心の活動と比べて体の活動が最も罪深いと力説しており、対するブッダはこれを批判して、言葉や体の活動ではなく「心」の活動が最も罪深いと言う。ブッダはジャイナ教の苦行における様々な禁欲の実践についても批判しており、自分は禁欲行為を行って「いない」ときの方が幸せだと主張している。
パドマナブ・ジャイニはジャイナ教の教説の精緻さと洗練度を認めつつ、それとヒンドゥー教の転生の教説とを比較している。そして、転生の様態とまさにその瞬間、つまり死後に魂が子宮に再び入ってくる瞬間についてジャイナ教の予言者は何も言っていないと彼は述べている。「ニティヤ・ニゴーダ」という概念は常に「ニゴーダ」であるような種類の魂が存在するということを述べているのだが、これも批判されている。ジャイナ教によれば、「ニゴーダ」とはごく短い寿命しか持たず、宇宙全体に散らばって群を成して生きている極端に微細な最低の種類の存在である。ジャイニ博士によれば、「ニティヤ・ニゴーダ」の概念は全体としてカルマの概念にとって疵となっている、というのはこういった存在は明らかになんらかのカルマの理論に照らし合わせて意味を持つような行動を行う機会を前もって持つことはないだろうからである。
人の人生の行程がカルマによって決まっているために病に苦しむ人の心をくじいてしまうことになるという見地からもカルマは批判されている。頼れるもののない人の眼前に立ちはだかる積もり積もった悪行の総計というカルマの印象は宿命論をもたらす。しかし、ポール・ドゥンダスが提起するように、ジャイナ教のカルマの理論は自由意思の欠如を示さないし、運命に対して全体的・運命論的な管理を実行するわけでもない。さらに、個人の行動の能力を信じられていることや、禁欲者が邪悪なカルマについて詳説し、ジナの生涯をまねることで解脱に至ることができると信じられていることからわかるように、カルマの教説はその信者の間に運命論を広めるものではない。

## 書誌情報
- Bhattacharya, Dr.  H. S. (1966). Reals in the Jaina metaphysics. Bombay: Seth Santi Das Khetsy Charitable Trust

- Bhattacharya, Dr. H. S. (1976). Jain Moral Doctrine. Mumbai: Jain Sahitya Vikas Mandal

- Bronkhorst, Johannes (1993). The Two Traditions of Meditation in Ancient India. Delhi: Motilal Banarsidass Publ. ISBN 8120811143

- Chapple, Christopher (1990). S. Nicholson. ed. Karma: Rhythmic Return to Harmony. Illinois: Quest Books. ISBN 0835606635

- Duli Chandra Jain (ed.) (1997). Studies in Jainism: Reader 2. New York: Jain Study Circle Inc.. ISBN 0-9626105-2-6

- Grimes, John (1996). A Concise Dictionary of Indian Philosophy: Sanskrit Terms Defined in English. New York: SUNY Press. ISBN 0791430677

- Dundas, Paul; John Hinnels ed. (2002). The Jains. London: Routledge. ISBN 0-415-26606-8

- EB (2001). “The Jaina Speculation as Occurring in Acaranga I”. In Singh, Nagendra Kr.. Encyclopedia of Jainism. New Delhi: Anmol Publications. ISBN 8126106913

- Glasenapp, Helmuth Von (2003) [1942]. H. R. Kapadia. ed (English. Trans. from German by G. Barry Gifford). The Doctrine of Karman in Jain Philosophy. Fremont, CA: Asian Humanities Press. ISBN 0895819716

- Haribhadrasūri, Sinha, Ashok Kumar, & Jain, Sagarmal (2000). Aṣṭakaprakaraṇam. Varanasi (India): Pārśvanātha Vidyāpīṭha. ISBN 81-86715-42-8

- Hinells, John R., ed (1995). “karma (Jain doctrine)”. A New Dictionary of Religions. Blackwell Publishing. doi:10.1111/b.9780631181392.1995.x. ISBN 9780631181392

- Jacobi, Hermann (1895). (ed.) F. Max Müller. ed (English: translated from Prakrit). The Uttarādhyayana Sūtra. Sacred Books of the East vol.45, Part 2. Oxford: The Clarendon Press. ISBN 070071538X Note: ISBN and page nos. refers to the UK:Routledge (2001) reprint. URL is the scan version of the original 1895 reprint.

- Jaini, Padmanabh (1998). The Jaina Path of Purification. New Delhi: Motilal Banarsidass. ISBN 81-208-1578-5

- Jaini, Padmanabh (2000). Collected Papers on Jaina Studies. Delhi: Motilal Banarsidass Publ. ISBN 81-208-1691-9

- Jhaveri, B. J. (2001). “Consideration of Self”. In Singh, Nagendra Kr.. Encyclopedia of Jainism. New Delhi: Anmol Publications. ISBN 8126106913

- Johnson, W.J. (1995). Harmless souls: karmic bondage and religious change in early Jainism with special reference to Umāsvāti and Kundakunda. Delhi: Motilal Banarsidass Publishers. ISBN 812081309X

- Kalghatgi, Dr. T. G. (1988). Study of Jainism. Jaipur: Prakrit Bharti Academy

- Kirtivijay, M. (1957). Jainism in nutshell. Bombay: Navprabhat Printing Press

- Krishan, Yuvraj (1997). The doctrine of Karma: its origin and development in Brāhmaṇical, Buddhist, and Jaina traditions. Delhi: Motilal Banarsidass Publishers. ISBN 8120812336

- Kuhn, Hermann (2001). Karma, The Mechanism : Create Your Own Fate. Wunstorf, Germany: Crosswind Publishing. ISBN 3-9806211-4-6

- Malalasekera, G. P. (2003). Dictionary of Pali Proper Names. London: Asian Educational Services. ISBN 8120618238

- Michaels, Axel (2004). Hinduism: Past and Present. Princeton: Princeton University Press. ISBN 0691089531

- Pande, G. C. (1978). Sramana Tradition: Its History and Contribution to Indian Culture. Ahmedabad: L.D. Institute of Indology

- Patil, Bal (2006). Jaya Gommatesa. Mumbai: Hindi Granth Karyalaya. ISBN 81-88769-10-X

- Prasada, Ajit (1974). Purushartha Siddhyupaya of Amrtacandra. New York: AMS Press. ISBN 0404577040

- Rankin, Adian (2007-01-27). The Jain path: ancient wisdom for the West. Winchester, UK: O Books. ISBN 1905047215 2010年5月7日閲覧。

- Pratt, James Bissett (2007). India and Its Faiths. UK: Read Books. ISBN 140671173X

- Sanghvi, Sukhlal (1974) (English trans. by K. K. Dixit). Commentary on Tattvārthasūtra of Vācaka Umāsvāti. Ahmedabad: L. D. Institute of Indology

- Shah, Natubhai (1998). Jainism: The World of Conquerors. Volume I and II. Sussex: Sussex Academy Press. ISBN 1898723303

- Smart, Ninian (1964). Doctrine and Argument in Indian Philosophy. London: George Allen & Unwin. ISBN 0041810112

- Stevenson, M.Sinclair (1999). Heart of Jainism. Munshiram Manoharial Publishers Private, Limited. ISBN 8121501229

- Tatia, Nathmal (1994) (Sanskrit - English). Tattvārtha Sūtra: That Which Is of Vācaka Umāsvāti. Lanham, MD: Rowman Altamira. ISBN 0761989935

- Tatia, Nathmal (2006). Studies in Jaina Philosophy. Fremont, CA: Jain Publishing Co.. ISBN 0895819961

- Thomas, Edward J. (1975). The Life of Buddha as Legend and History. London: Routledge. ISBN 0710081626

- Tukol, T. A. (1980). Compendium of Jainism. Dharwad: Karnataka University

- Zydenbos, Robert J. (2006). Jainism Today and Its Future. München: Manya Verlag